# Tour de Georgia 2007
Die 5. Tour de Georgia fand vom 16. bis 22. April 2007 statt. Das Radrennen wurde in sieben Etappen über eine Distanz von 1.069,7 Kilometern ausgetragen.

## Etappen
| Etappe    | Tag       | Start – Ziel                              | km         | Etappensieger    | Führender        |
| --------- | --------- | ----------------------------------------- | ---------- | ---------------- | ---------------- |
| 1. Etappe | 16. April | Peachtree City – Macon                    | 153        | Daniele Contrini | Daniele Contrini |
| 2. Etappe | 17. April | Thomaston – Rome                          | 217,2      | Ivan Stević      | Daniele Contrini |
| 3. Etappe | 18. April | Rome – Chattanooga                        | 190,2      | Gianni Meersman  | David Cañada     |
| 4. Etappe | 19. April | Chickamauga – Lookout Mountain            | 30,4 (EZF) | Levi Leipheimer  | Janez Brajkovič  |
| 5. Etappe | 20. April | Dalton – Brasstown Bald                   | 172,1      | Levi Leipheimer  | Janez Brajkovič  |
| 6. Etappe | 21. April | Lake Lanier Islands – Stone Mountain Park | 182,9      | Fred Rodriguez   | Janez Brajkovič  |
| 7. Etappe | 22. April | Atlanta                                   | 123,9      | Juan José Haedo  | Janez Brajkovič  |